# Ryosuke Kakigi
Ryosuke Kakigi (柿木 亮介 Kakigi Ryosuke?), född 23 december 1991 i Hyōgo prefektur, är en japansk fotbollsspelare.
Kakigi började sin karriär 2014 i Gainare Tottori. 2016 flyttade han till Fujieda MYFC.